# Vesterålen tingrett
Vesterålen tingrett is een tingrett (kantongerecht) in de Noorse fylke Nordland. Het gerecht is gevestigd in Sortland. Het gerechtsgebied omvat het district Vesterålen, het eilandengebied ten noorden van Lofoten. Tot het rechtsgebied behoren de gemeenten Andøy, Bø i Vesterålen, Hadsel, Sortland en Øksnes. 
Het gerecht maakt deel uit van het ressort van Hålogaland lagmannsrett. In zaken waarbij beroep is ingesteld tegen een uitspraak van Vesterålen zal de zitting van het lagmannsrett meestal worden gehouden in Bodø.